# Йоанис Теологу
Йоанис Теологу (на гръцки: Ιωάννης Θεολόγου) е гръцки революционер, участник в Гръцката война за независимост.

## Биография
Йоанис Теологу е роден в халкидическата македонска паланка Йерисос, тогава в Османската империя. При избухването на Гръцкото въстание взима участие в сраженията на Халкидическия полуостров при Касандрия. След потушаването на въстанието в Македония в 1822 година, бяга в Южна Гърция и същата година се сражава при Врисаки и Трикери. През 1823 година при Скиатос под командването на Анастасиос Каратасос срещу Топул паша. В 1824 участва в отбраната на Хидра. В 1825 година се сражава при Неокастро и Схинолака срещу Ибрахим паша, през 1826 - при Аталанти и в 1827 година - отново при Трикери. През 1828 година е в 7 хилядна на Каратасос като пентарх. По-късно е в 16-и батальон на Апостолос Василиу.
След пристигането на крал Отон I е назначен в щаба на Теодорос Гривас.
След освобождението на Гърция влиза в армията.